# 数据控制者目录
数据控制者目录（英語：Register of data controllers）是英国依据《1998年数据保护法案》设立的数据库。目录由信息专员办公室管理，用于登记数据控制者（数据收集者）的信息以及收集和处理数据的目的。
根据《数据保护法案》，在某些情况下，数据控制者可豁免登记。当无法达到豁免要求时，在开始收集数据前未能通知信息专员办公室（即登记到目录）是一项無責任罪行，可被信息专员办公室刑事检控。
登记加入目录缴纳的费用被直接用于英国信息专员办公室的运作。任何人均可免费查询此目录。